# Deepak Ram
Deepak Ram (* 1960 in Sophiatown, Johannesburg) ist ein südafrikanischer Bansurispieler und Flötist.

## Leben
Ram, dessen indischer Großvater 1860 als Plantagenarbeiter nach Südafrika gekommen war, wurde im Stadtteil Sopiatown von Johannesburg geboren, der bald nach seiner Geburt in der Folge des Group Areas Act abgerissen wurde. Ab 1975 nahm er Bansuri- und Tablaunterricht bei Jeram Bhana. 1977 reiste er nach Bombay, um dort seine Ausbildung bei dem Flötenbauer Suryakant Limaye und kurze Zeit auch bei Vijay Raghav Rao fortzusetzen.
1981 wurde er Meisterschüler des berühmten Flötisten Pandit Hariprasad Chaurasia. Daneben setzte er seine Ausbildung als Tablaspieler bei Yashwant Padhye fort und studierte Gesang und Musiktheorie bei Rajaram Shukla. 1996 erlangte er den Mastergrad für Musik an der Rhodes-Universität mit der Arbeit Exploring syncretism between Indian and western music through composition.
Als Musiker trat Ram mit so unterschiedlichen Musikern wie dem amerikanischen Jazzpianisten Darius Brubeck, dem südafrikanischen Jazzpianisten Bheki Mseleku, dem  tunesischen Oudspieler und Sänger Dhafer Yousseff und der südafrikanischen Band Tananas auf. Bei einem von Präsident Nelson Mandela und Thabo Mbeki auf Robben Island veranstalteten Konzert trat er u. a. mit Sibongile Khumalo und der ruandischen Sängerin Cécile Kayirebwa auf.
Ram veröffentlichte mehr als ein Dutzend Soloalben und wirkte an mehr als 60 Alben als Sessionmusiker mit. Für sein Album Flute for Thought war er bei den South African Music Awards 1999 als bester männlicher Musiker nominiert, das Album als bestes Instrumentalalbum. Im Folgejahr wurde Searching for Satyam als bestes Instrumentalalbum ausgezeichnet. 2007 zeichnet ihn das Board of Directors of Indo-American Chamber of Commerce in California  mit dem Award of Outstanding Contribution to Arts and Humanities aus.
Das kompositorische Werk Rams reicht von Stücken für Jazzgruppen über Instrumentalquartette und Chorwerke bis zu Ballettmusik und Orchesterstücken. Surya für klassische Gitarre und Bansuri, ein Auftragswerk für den Gitarristen Mesut Özgen, wurde an der University of California, Santa Cruz uraufgeführt. Als Lehrer wirkte er vier Jahre an der University of Durban-Westville und gibt Workshops für indische Musik in Großbritannien, Irland und Südafrika.

## Diskographie
- Live in California (mit Anindo Chatterjee)
- Ragas Bhupali and Kirwani (mit Shibshankar Ray)
- Samvad (mit Tari Khan)
- Prasad blessing... (mit Swapan Chaudhuri)
- Beauty in Diversity (mit Sujata Ghanekar, Ian Herman, Dan Robbins, Rabin Ram, Vivek Ram)
- Searching for Satyam (mit Eduardo Niebla, Patrice Héral, Partha Sarathi Mukherjee, Achim Tang, Olive Simpson)
- Steps (mit Vic Juris, Tony Marino, Jamey Haddad)
- Flute Tales
- Flute for Thought (mit Thomas Dyani, Russell Herman, Tunde Jegede, Mukesh Desai, Julian Crampton, Nana Tsiboe, Ansuman Biswas)
- On Breath (mit Anindo Chatterjee)
- Incandescent (mit Enayet Hossain)
- Bivash
- Indentured Blue (mit Pepe Gonzalez)
- The Basement Sessions (mit Noah Getz, Bobby Muncy)
- Confluence (mit Enayet Hossain)